# Beaucarnea stricta
Beaucarnea stricta ist eine Pflanzenart aus der Gattung Beaucarnea in der Unterfamilie Nolinoideae innerhalb der Familie der Spargelgewächse (Asparagaceae). Englische Trivialnamen sind Beargrass, Bottle Palm und Estrellas.

## Beschreibung
Beaucarnea stricta wächst baumförmig mit unregelmäßigen Verzweigungen und erreicht Wuchshöhen von bis zu 10 Meter. Sie bildet einen stark verdickten Caudex. Die steifen, warzigen, linealischen, bläulichen, an den Blatträndern fein gezähnten Laubblätter sind 55 bis 80 cm lang und 8 bis 15 mm breit.
Der rispige, eiförmige Blütenstand wird 60 bis 80 cm hoch mit 20 bis 30 cm breiten, unregelmäßig angeordneten Verzweigungen. Die Blüten sind cremefarben.
Die elliptische Kapselfrüchte sind 8 bis 10 mm lang sowie bis zu 12 mm breit und enthalten einen Samen. Die unregelmäßig dreikantigen Samen weisen einen Durchmesser von bis zu 4,5 mm auf.

## Systematik und Verbreitung
Beaucarnea stricta ist in den mexikanischen Bundesstaaten Puebla und Oaxaca in Xerophyten-Regionen in Laubwäldern verbreitet. Sie ist vergesellschaftet mit Dasylirion lucidum und verschiedenen Kakteen-Arten.
Die Erstbeschreibung von Beaucarnea stricta erfolgte 1861 durch Charles Lemaire in L’Illustration horticole, Band 8, 1861, S. 61. Einige der zahlreichen Synonyme von Beaucarnea stricta Lem. sind Beaucarnea recurvata var. stricta (Lem.) Baker (1880) und Beaucarnea purpusii Rose (1906).
Beaucarnea stricta gehört zur Sektion Papillatea in der Gattung Beaucarnea. Die Arten dieser Sektion wachsen in tropischen Trockenwäldern. Charakteristisch sind die unregelmäßig verzweigten Bäume mit dem basal verdickten Caudex. Typisch sind die steifen, bläulichen bis grünen Blätter mit den fein gezahnten Blatträndern. In Kontrast bildet Beaucarnea recurvata variable, herabfallende, gedrehte Blätter, die auch insgesamt größer im Erscheinungsbild ist.

## Nachweise